# Nikaragua na Letnich Igrzyskach Olimpijskich 1968
Nikaraguę na Letnich Igrzyskach Olimpijskich 1968 reprezentowało jedenaścioro zawodników. Był to pierwszy start reprezentacji Nikaragui na letnich igrzyskach olimpijskich.

## Skład kadry

### Boks
Mężczyźni
- Hermes Silva – waga kogucia – 33. miejsce
- Mario Santamaria – waga piórkowa – 17. miejsce
- Alfonso Molina – waga lekka – 17. miejsce

### Lekkoatletyka
Mężczyźni
- Juan Argüello

100 metrów – odpadł w eliminacjach
200 metrów – odpadł w eliminacjach
- Francisco Menocal

400 metrów – odpadł w eliminacjach
800 metrów – odpadł w eliminacjach
- José Esteban Valle – chód 20 km – nie ukończył
- Carlos Vanegas – chód 20 km – nie ukończył
- Don Vélez – skok w dal – 32. miejsce
- Rolando Mendoza

Rzut dyskiem – 26. miejsce
Pchnięcie kula – 18. miejsce
- Gustavo Morales – rzut młotem – 21. miejsce
- Don Vélez

Rzut oszczepem – 26. miejsce
Dziesięciobój – 20. miejsce

### Podnoszenie ciężarów
Mężczyźni
- Carlos Pérez – waga piórkowa – 19. miejsce